# Brony

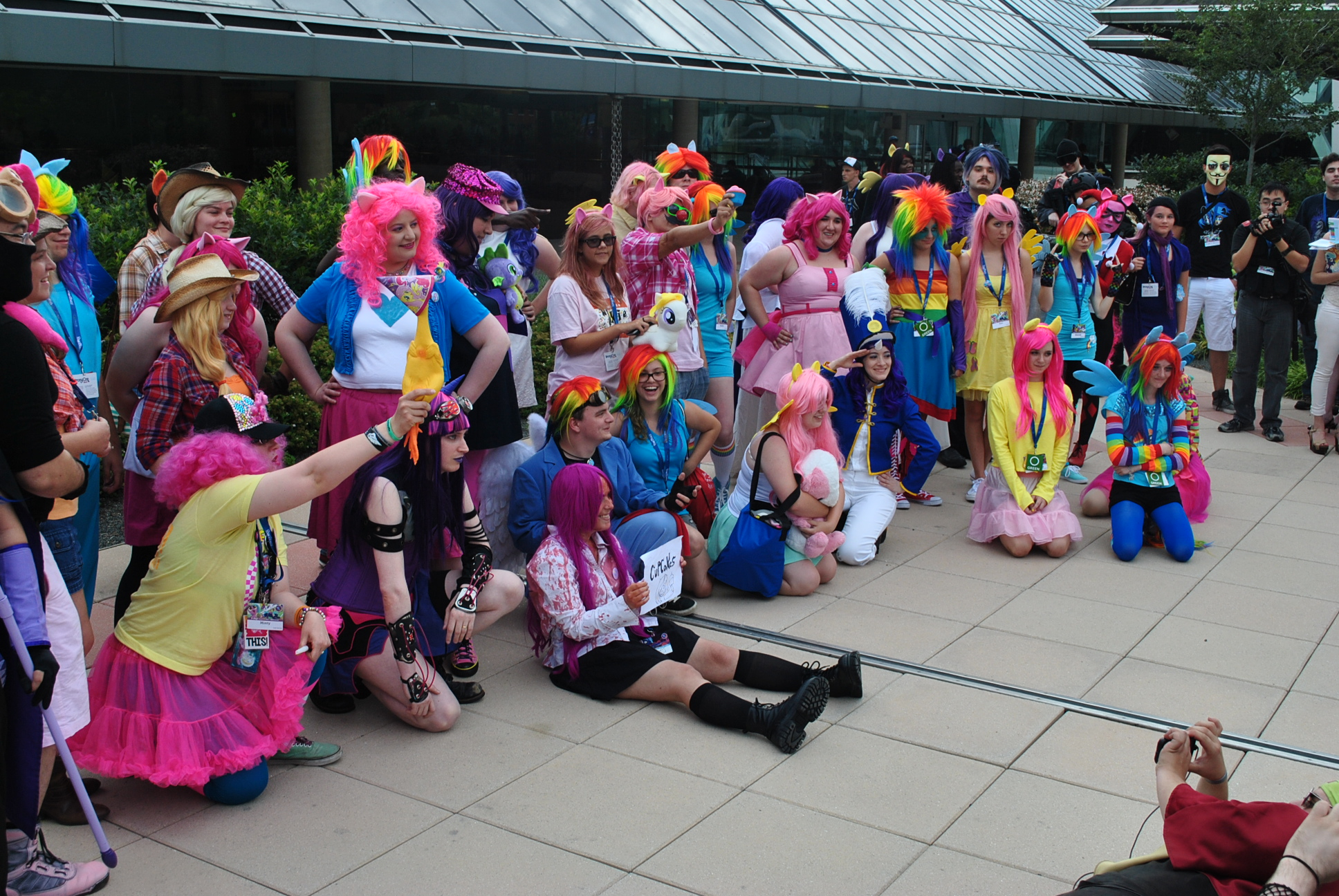
Bronies bei der BronyCon 2014 in den USA

Bronies sind Anhänger der von 2010 bis 2019 gelaufenen Animationsserie My Little Pony – Freundschaft ist Magie. Es handelt sich dabei um vorwiegend männliche, aber auch weibliche Personen, die außerhalb der eigentlichen Zielgruppe der Serie – Mädchen im Alter von 4 bis 9 Jahren – liegen. Die Idee hinter der Sendung hatte die Filmanimatorin Lauren Faust.

## Etymologie
Die Bezeichnung ist ein Kofferwort aus „bro“ (umgangssprachliche Kurzform für „brother“, also Bruder oder Gleichgesinnter) und „pony“. Zudem wurde vor allem in der Anfangszeit für weibliche Anhänger der Begriff „Pegasister“ (Kofferwort aus „Pegasus“ und „sister“, also Schwester) benutzt, der aber mittlerweile nur noch selten anzutreffen ist.

## Geschichte
Bereits kurz nach der Veröffentlichung der Sendung erschienen auf der Plattform 4chan bearbeitete Ausschnitte aus der Serie, die ursprünglich eher dem Spaß als dem Anzeigen eines wirklichen Fandoms dienten. Allerdings entwickelte sich spätestens ab 2011 über das Internet und von den USA ausgehend eine internationale Fanszene mit Conventions und erwähnenswerten Werken. Das Fandom beeinflusst auch die Serie selbst: Durch ihre Initiative erhielt das Pony Derpy seinen Namen.
Auch vor der Veröffentlichung der Sendung 2010 gab es Fans von Mein kleines Pony; dabei handelt es sich aber um Anhänger der alten Sendungen, die ab Mitte der 1980er-Jahre gedreht wurden.
Über das Fandom erschienen der knapp anderthalbstündige Dokumentarfilm Bronies: The Extremely Unexpected Adult Fans of My Little Pony sowie der 80-minütige Film A Brony Tale, an dem auch mehrere Sprecher der Serie mitwirkten. 2014 wurde der Begriff Brony in das Buch Wörter, die es vermutlich nie in den Duden schaffen werden aufgenommen. Die Episode The Equestranauts aus der Zeichentrickserie Bob’s Burgers stellt eine Hommage an das Brony-Fandom dar.
Es existieren im Internet auch eigene Radiosender für Bronies, die von Fans erstellte und bearbeitete Musik senden. Seit dem 1. Januar 2015 existiert mit Brony Radio Germany ebenfalls ein Radiosender für den deutschsprachigen Raum.
Der Höhepunkt der Bewegung lässt sich, nach einem zunächst steilen Zuwachs an Popularität ab Ende 2010, im Zeitraum zwischen 2011 und 2013 verorten. Seit einigen Jahren ist jedoch ein langsames Abflauen des öffentlichen Interesses zu verzeichnen, was nicht zuletzt einer generellen relativen Kurzlebigkeit von Trends in der Internetkultur geschuldet ist.

## Einstellung und Interessen
Innerhalb der Szene sind verschiedenste Persönlichkeiten und Lebensstile anzutreffen. Die sexuelle Einstellung, wie etwa die oftmals von Außenstehenden klischeehaft mit den Fans verbundene Homosexualität, das Geschlecht oder das Alter spielen dabei beispielsweise keine oder eine nur untergeordnete Rolle. Die von einigen Fans erstellten Werke gehen oft über den eigentlichen Rahmen der Sendung hinaus. Von sogenannten Pony Music Videos – angelehnt an Anime Music Videos und geläufig als „PMV“ angekürzt – mit verschiedenen Musikrichtungen über Fan-Fiction und Creepypastas (erfundene Gruselgeschichten) bis hin zu pornografischen Inhalten (Clop) ist innerhalb des Fandoms eine Reihe an medialen Inhalten anzutreffen. 

### Politischer Einfluss
Die Piratenpartei Deutschland benutzt Folgen der Sendung My Little Pony, um in hitzigeren Diskussionen die Stimmung zu lockern und die beteiligten Mitglieder zu beruhigen. Dazu hat sich der Begriff Pony Time etabliert. Nach Beantragung durch ein Mitglied und erfolgreicher Abstimmung wird eine der Thematik passenden Folge abgespielt.

## Anhänger
An dem Herd Census 2014, bei dem insgesamt ca. 20.000 Personen vorwiegend aus dem angloamerikanischen Raum abgestimmt haben, nahmen etwa 600 Bronies aus dem deutschsprachigen Raum teil, wobei eine deutlich höhere Zahl deutschsprachiger Bronies anzunehmen ist, die im vier- bis fünfstelligen Bereich liegt. So hat das deutschsprachige Bronyforum „Bronies.de“ gut 16.000 angemeldete Mitglieder (Stand: Februar 2022).
Positiv dem Fandom gegenübergestellt sind unter anderem der Mojang-Gründer Markus Persson, Valve-Mitgründer Gabe Newell und Popstar Miley Cyrus, die alle bestätigten, Bronies zu sein. Ein weiterer Fan der Serie ist die Komikerin Mirja Boes.
International wie auch im deutschsprachigen Raum finden regelmäßig Conventions und zahlreiche Fan-Treffen („Meetups“) statt. Eine der größten Veranstaltungen in Europa ist die seit 2012 stattfindende GalaCon mit ca. 1300 Teilnehmern. Nach der Erstaustragung in Stuttgart wurde sie jährlich im Sommer in Ludwigsburg veranstaltet. Nach zwei aufgrund der COVID-19-Pandemie ausgesetzten Jahren wurde sie 2022 wieder abgehalten, danach wurde ein Wechsel des Standortes beschlossen. 2023 und 2024 fand sie schließlich in Waiblingen statt. Zur Organisation von Treffen haben sich in Deutschland auch mehrere, meist regional agierende Vereine gegründet.